# Timm Sharp
Timm Sharp, född 30 november 1978 i Fargo, North Dakota, är en amerikansk skådespelare.
Sharp har bland annat medverkat i TV-serierna Panik i plugget (2001-2003) och Percy Jackson och olympierna (2023). Han har även medverkat i filmen Rika vänner från 2006.

## Filmografi (i urval)
- 2001–2003 – Panik i plugget (TV-serie)
- 2006 – Rika vänner
- 2007–2010 – I nöd och lust (TV-serie)
- 2023 – Percy Jackson och olympierna (TV-serie)
- 2024 – Apples Never Fall (TV-serie)